# Gniazdo szatana
Gniazdo szatana – amerykański telewizyjny film grozy z 1995 roku.

## Treść
Dwóch archeologów bada w Szkocji kryptę, gdzie znajdują kilka starożytnych artefaktów. Oprócz nich spotykają też w krypcie kota. Jeden z archeologów Elliot przygarnia zwierzę i zabiera je ze sobą do Ameryki i wkrótce potem umiera. Po jego śmierci do mieszkania zajmowanego kiedyś przez Elliota wprowadza się Tom i jego żona, Alex. Kilka dni później odwiedza ich kot.

## Obsada
- Jeff Fahey - Tom Bennett
- Lisa Barbuscia - Lillith
- Heather Medway - Alex Bennett
- Anthony Palermo - Mario
- Kathleen Noone - Betty
- Mihai Verbintschi - Elliot